# Marvel Legacy
Marvel Legacy – marka nadana większości komiksów superbohaterskich amerykańskiego wydawnictwa Marvel Comics, publikowanych od września 2017 do czerwca 2018, docelowo skupiająca na głównym trzonie oryginalnych superbohaterów Uniwersum Marvela. Jej następczynią była marka Marvel Fresh uruchomiona w 2018 roku.
W Polsce wybrane komiksy oznakowane marką Marvel Legacy wraz z All-New, All-Different Marvel ukazywały się nakładem wydawnictwa Egmont Polska od lipca 2020 do sierpnia 2021 pod wspólną marką Marvel NOW! 2.0 będącą kontynuacją Marvel NOW!potrzebny przypis].

## Lista komiksówMarvel Legacywydanych w Polsce przez Egmont Polska
| L.p. | Tytuł polski                                               | Tytuł oryginału                               | Zawartość | Data polskiego wydania |
| ---- | ---------------------------------------------------------- | --------------------------------------------- | --- | ---------------------- |
| 1    | Amazing Spider-Man: Globalna sieć. Tom 7. Upadek imperium  | Amazing Spider-Man: Worldwide #7              | Zeszyty The Amazing Spider-Man (vol. 4) #29-32 (sierpień-listopad 2017) oraz The Amazing Spider-Man (vol. 1) #789-791 (grudzień 2017-styczeń 2018)                                                                     | 15.07.2020             |
| 2    | Amazing Spider-Man. Globalna sieć 8: Venom Inc.            | The Amazing Spider-man: Venom Inc.            | Zeszyty The Amazing Spider-Man: Venom Inc. Alpha (luty 2018), The Amazing Spider-Man (vol. 1) #792-793 (luty 2018), Venom (vol. 1) #159-160 (luty-marzec 2018), The Amazing Spider-Man: Venom Inc. Omega (marzec 2018) | 14.10.2020             |
| 3    | Avengers. Tom 6: Zderzenie światów                         | Avengers & Champions: Worlds Collide          | Zeszyty Avengers (vol. 1) #672-674 (grudzień 2017-luty 2018) oraz Champions (vol. 1) #13-15 (grudzień 2017-luty 2018)                                                                                                  | 12.11.2020             |
| 4    | Deadpool. Tom 11: Deadpool zabija Cable’a                  | Despicable Deadpool: Deadpool kills Cable     | Zeszyty Despicable Deadpool #287-291 (grudzień 2017-luty 2018) | 12.11.2020             |
| 5    | Amazing Spider-Man. Globalna sieć. Tom 9: Czerwony alarm   | The Amazing Spider-Man: Worldwide #8          | Zeszyty The Amazing Spider-Man (vol. 1) #794-796 (marzec-kwiecień 2018), The Amazing Spider-Man Annual (vol. 1) #42 (kwiecień 2018) oraz fragmenty z The Amazing Spider-Man (vol. 4) #25 (maj 2017)                    | 02.12.2020             |
| 6    | Deadpool. Tom 12: Sprawy do załatwienia                    | Despicable Deadpool: Bucket List              | Zeszyty Despicable Deadpool #292-296 (marzec-maj 2018) oraz okładki z serii Deadpool Secret Comic Variants (lipiec 2017-maj 2018)                                                                                      | 24.02.2021             |
| 7    | Amazing Spider-Man. Globalna sieć. Tom 10: Odejść z hukiem | The Amazing Spider-Man: Worldwide #9          | Zeszyty The Amazing Spider-Man (vol. 1) #797-801 (maj-sierpień 2018) | 24.03.2021             |
| 8    | Ms. Marvel. Tom 9: Teenage Wasteland                       | Ms. Marvel 9: Teenage Wasteland #9            | Zeszyty Ms. Marvel (vol. 4) #25-30 (luty-lipiec 2018) | 24.03.2021             |
| 9    | Thanos. Tom 2                                              | Thanos Wins                                   | Zeszyty Thanos (vol. 2) #13-18 (listopad 2017-kwiecień 2018), Thanos Annual (vol. 2) #1 (kwiecień 2018) oraz Cosmic Ghost Rider #1-5 (wrzesień 2018-styczeń 2019)                                                      | 14.04.2021             |
| 10   | All New Wolverine. Tom 6: Staruszka Laura                  | All-New Wolverine Vol. 6: Old Woman Laura     | Zeszyty All-New Wolverine #31-35 (kwiecień-lipiec 2018) | 21.04.2021             |
| 11   | Deadpool. Tom 13: Uniwersum Marvela zabija Deadpoola       | The Marvel Universe Kills Deadpool            | Zeszyty Despicable Deadpool #297-300 (maj-lipiec 2018) | 21.04.2021             |
| 12   | Strażnicy galaktyki 3: Poszukiwacze nieskończoności        | Guardians of the Galaxy: Infinity Quest #3    | Zeszyty Guardians of the Galaxy (vol. 1) #146-150 (styczeń-marzec 2018) | 21.04.2021             |
| 13   | Potężna Thor. Tom 5: Śmierć Potężnej Thor                  | The Mighty Thor: The Death of the Mighty Thor | Zeszyty The Mighty Thor (vol. 1) #701-706 (styczeń-czerwiec 2018) oraz The Mighty Thor: At the Gates of Valhalla (lipiec 2018)                                                                                         | 19.05.2021             |
| 14   | Ms. Marvel. Tom 10: Raz za Razem                           | Ms. Marvel: Time and Again #10                | Zeszyty Ms. Marvel (vol. 4) #31-38 (sierpień 2018-kwiecień 2019) | 25.08.2021             |